# 1000 Piazzia
1000 Piazzia este un asteroid din centura principală, descoperit pe 12 august 1923, de Karl Reinmuth.